# Élection présidentielle américaine de 1980 en Géorgie
L'élection présidentielle américaine de 1980 en Géorgie a lieu le 4 novembre 1980 comme dans les 49 États qui composent les États-Unis ainsi que le district de Columbia. Les électeurs géorgiens choisissent des grands électeurs pour les représenter dans le collège électoral à travers un vote populaire. La Géorgie dispose en 1980 de 12 grands électeurs. L'État donne l'ensemble de ses grands électeurs au candidat du Parti démocrate, son ancien gouverneur Jimmy Carter, également président sortant. 
Le candidat vainqueur de ce scrutin dans tout le pays sera néanmoins le républicain Ronald Reagan, qui succédera à Carter et qui occupera la présidence des États-Unis du 20 janvier 1981 au 20 janvier 1989, ayant été réélu en 1984. 